# No Reply
No Reply é uma canção composta por John Lennon e creditada a Lennon/McCartney. Foi gravada pela banda britânica The Beatles e lançada no álbum Beatles for Sale, de 1964.